# Kruševica (Slavonski Šamac)
Kruševica falu Horvátország Bród-Szávamente megyéjében. Közigazgatásilag Slavonski Šamachoz tartozik.

## Fekvése
Bródtól légvonalban 38, közúton 45 km-re keletre, községközpontjától 1 km-re északnyugatra, Szlavónia délkeleti részén, az országot Bosznia-Hercegovinától elválasztó Száva bal partján, a Boszna folyó torkolatával szemben fekszik. A településen áthalad a Szlavóniát Horvátország déli területeivel illetve Bosznia-Hercegovinával és Magyarországgal összekötő E73-as (horvát 57-es) főút és vasútvonal is.

## Története
A régészeti leletek tanúsága szerint területe már az őskortól fogva sűrűn lakott volt. A lelőhelyek közül kettő már régóta ismert volt: a „Kostroman” lelőhely a történelem előtti idők óta a római koron át a középkorig használt erődítmény maradványait rejti, míg a „Njivice” lelőhelyen a középkori leletek mellett az újkőkorszaki Sopot kultúra településének maradványait találták meg. A 2004 őszén végzett régészeti terepbejárás során a község területén újabb 24, eddig feltáratlan lelőhelyeket azonosítottak, melyeknek többsége Kruševica területére esik. Ezeken többségben történelem előtti települések maradványait, de több helyen római kori és középkori maradványokat, főként cseréptöredékeket is azonosítottak.
Kosztromán várkastélya a Babina Gredáról Savonski Šamacra menő úthoz közel, a Dubočica-patak kanyarulatában állt. Ezt a helyet, mely Kruševica határához tartozik ma is Gradinának nevezik, mely általában várhelyet jelöl. A régészeti kutatások alapján a várkastély elődje egy történelem előtti erődített hely volt, melyre a rómaiak castellumot építettek. Kosztromán a 13. században a johannita lovagrend birtoka volt, akik a római castellum alapjain felépítették várukat és mellette Szent Dénesnek szentelt templomukat. Az 1227-es kanonoki vizitáció alkalmával János püspököt a johanniták igen jó vendéglátásban és ajándékokban részesítették. Ez alkalommal leírja a várat is, mely szerint a Szávától északnyugatra található Kosztromán várkastélya, égetett téglákból építették fel, körbe vízzel volt övezve. Van egy láncos hídja is. Erős falakkal volt kerítve és volt két tornya is. A várudvar közepén volt egy mély kút, nagyon jó és hideg vízzel. A várkastély egyszintes volt. Az étkezde és a fegyvertár mellett, még húsz helyisége volt, a fegyvertárban elrendezve voltak a kardok, a kopják és a pajzsok. A tatárok 1241-ben a lovagokat leverve kifosztották és felégették. A tatárjárás után újjáépítették és 1250-ben Olivér szerémi püspök látta el pazar felszereléssel. Később a Garaiak birtoka volt. 1506-ban „Kozthormanzenthdyenes” néven említik. A várkastélyt 1536-ban harc nélkül adták fel, majd a törökök néhány évig katonaságot tartottak benne. Ezt követően az összes erődöt megsemmisítették a Száva folyó mentén. A régi térképeket nézve úgy tűnik, hogy több részből, legalább három részből állt: a belső várból, a külső várból és a fellegvárból, amelyeket még árkok és falak erősítettek. Valószínűleg volt egy híd is az erőd körüli patak felett. Érdekes a patak északi oldalán látható téglalap alaprajzú építmény, amely egy római castellum maradványa lehet. Ma is látható az az árok, amely az erődöt a szárazföld többi részétől elválasztja, mely így vízivárrá válik. A régi térképek szerint a keleti oldalon kettős árok volt. A 18. század folyamán az erőd védelmi funkciókat már nem töltött be és lazaretként, illetve határmenti karanténként szolgált.
Kruševicát a középkorban írásos forrás nem említi, történészek mégis úgy gondolják, hogy Kruševica egyike volt régészeti leletek alapján a középkorban itt állt településeknek. Nevét a Kruševac nevű vízfolyástól kapta, amely mellett sok volt a vadkörtefa (kruška). 1698-ban nem említik a szlavóniai települések kamarai összeírásában, tehát valószínűleg elnéptelenedett. A Szávamentének ez a része 1719 után kezdett újra benépesülni. Az 1730-as egyházi vizitáció jelentése szerint már 62 ház állt a településen, mely a šamaci plébániához tartozott. 1746-ban 54 háza volt. Az 1760-as jelentés szerint a faluban 61 ház volt, ahol 81 család és 492 katolikus lakos élt. A katonai közigazgatás megszervezése után a bródi határőrezredhez tartozott. A falu temetője a šamaci Szent Péter Pál plébániatemplom körül feküdt. A šamaciak a templomtól jobbra, a kruševicaiak a templom mögé, a sikirevaciak a templomtól balra temetkeztek.
Az első katonai felmérés térképén „Krussevicza” néven található. Lipszky János 1808-ban Budán kiadott repertóriumában „Krussevicza” néven szerepel. Nagy Lajos 1829-ben kiadott művében „Krussevicza” néven 141 házzal, 725 katolikus vallású lakossal találjuk. A katonai közigazgatás megszüntetése után 1871-ben Szerém vármegyéhez csatolták.
A településnek 1857-ben 716, 1910-ben 728 lakosa volt. Szerém vármegye Zsupanjai járásának része volt. Az 1910-es népszámlálás adatai szerint lakosságának 93%-a horvát anyanyelvű volt. Az első világháború után 1918-ban az új szerb-horvát-szlovén állam, majd később (1929-ben) Jugoszlávia része lett. 1991-től a független Horvátországhoz tartozik. 1991-ben lakosságának 94%-a horvát nemzetiségű volt. A honvédő háborúnak három helyi lakos (köztük két gyermek) esett áldozatul és a harcokban négyen sebesültek meg. Az áldozatok emlékére a plébániatemplom mellett emlékkeresztet állítottak. A háborús károk elérték a 31,8 millió német márkát. 2011-ben a településnek 1173 lakosa volt.

## Lakossága
| Lakosság változása | Lakosság változása | Lakosság változása | Lakosság változása | Lakosság változása | Lakosság változása | Lakosság változása | Lakosság változása | Lakosság változása | Lakosság változása | Lakosság változása | Lakosság változása | Lakosság változása | Lakosság változása | Lakosság változása | Lakosság változása |
| ------------------ | ------------------ | ------------------ | ------------------ | ------------------ | ------------------ | ------------------ | ------------------ | ------------------ | ------------------ | ------------------ | ------------------ | ------------------ | ------------------ | ------------------ | ------------------ |
| 1857               | 1869               | 1880               | 1890               | 1900               | 1910               | 1921               | 1931               | 1948               | 1953               | 1961               | 1971               | 1981               | 1991               | 2001               | 2011               |
| 716                | 665                | 684                | 722                | 717                | 728                | 718                | 734                | 844                | 1.070              | 1.170              | 1.331              | 1.322              | 1.370              | 1.393              | 1.173              |

## Gazdaság
A hagyományos mezőgazdaság és az állattenyésztés mellett Kruševica lakói egyre inkább a baromfi- és gyümölcstermesztés felé orientálódnak. A helyi gazdaságok közül ki kell emelni a Branković családi gazdaságot, amely 16 hektáros gyümölcsfa- és cseresznyeültetvénnyel rendelkezik, valamint saját hűtőházat is üzemeltet. A településen 26 regisztrált vállalkozó található, akiknek többsége kereskedelemmel, vendéglátással, építőiparral, faiparral és szellemi szolgáltatásokkal foglalkozik. A postai szolgáltatásokat a lakosság Slavonski Šamac postahivatalában tudja igénybe venni.

## Nevezetességei
A Kisboldogasszony tiszteletére szentelt római katolikus plébániatemploma 1813-ban épült a korábbi templom helyén. 1967-ben megújították. A mai modern plébániatemplomot 1975-ben építették. A plébániát 1930-ban alapították. Négy kis utikápolnája Szent Anna, Szent Illés, Szent Antal és Szent György tiszteletére épült.
Kosztromán középkori várkastélyából mára már semmi sem látható.

## Kultúra
A KUD „Šokadija” Kruševica kulturális és művészeti egyesületet 1994-ben alapították. Az egyesület mintegy 40 aktív és 50 támogató tagot számlál. Folklór, tambura, énekkari és gyermek szekciói működnek. Az egyesület 2000 óta minden évben megrendezi a „Kolo na Gaju” nemzetközi folklórszemlét, melyen eddig 12 országból 3100 vendég vett részt. Az egyesület a szervezője a „Kruševačko prelo” fesztiválnak és a „Zlato materino” népviseleti kiállításnak is, melyen a legszebb népviseleteket mutatják be.

## Oktatás
A „Josip Kozarac” általános iskola 12 osztályába a helyiek mellett a šamaci tanulók is járnak. Az iskola mai épülete 1966 és 1969 között épült. Az iskola évkönyv érdekességként megemlíti, hogy 1874-ben a kruševicai és šamaci fiú tanulók Kruševicára, a lányok pedig Šamacra jártak iskolába.

## Egyesületek
A DVD Slavonski Šamac-Kruševica önkéntes tűzoltóegyletet 1929-ben alapították.